# Aleksandra Koliaseva
Aleksandra Koliaseva, née le 18 août 1968 à Ijevsk, est une coureuse cycliste russe. Elle est notamment championne du monde du contre-la-montre par équipes en 1993 et 1994. Elle est l'épouse de l'ancien coureur cycliste russe Alexei Sivakov et la mère du coureur cycliste franco-russe Pavel Sivakov.

## Palmarès
- 1989
  - 2e du Tour d'Italie
  -  vainqueure du classement de la meilleure jeune
- 1990
  - Tour de Cuba :
    - Classement général
    - 3e étape
- 1992
  -  Médaillée de bronze du championnat du monde du contre-la-montre par équipes
  - 3e de l'Étoile Vosgienne
  - 2e étape de l'Étoile Vosgienne
  - 4e du Tour de la CEE féminin
- 1993
  -  Championne du monde du contre-la-montre par équipes (avec Olga Sokolova, Svetlana Boubnenkova, Valentina Polkhanova)
  - GP Presov
  - 3e étape de Gracia Orlova
  - 2e de Gracia Orlova
  - 3e du Tour de Berlin
  - 3e de l'Étoile Vosgienne
  - 3e du Tour de la CEE féminin
  - 8e du Tour cycliste féminin
- 1994
  -  Championne du monde du contre-la-montre par équipes (avec Olga Sokolova, Svetlana Boubnenkova, Valentina Polkhanova)
  - 2e du championnat de Russie du contre-la-montre
  - 3e du Tour de l'Aude cycliste féminin
- 1995
  -  Championne de Russie sur route
  - 1re étape du Tour de Majorque
  - Masters Féminin
  - 2e du Tour de Vendée
  - 2e du Tour de Majorque
  - 4e du Tour cycliste féminin
- 1996
  - Tour de l'Aude cycliste féminin
  - 6e étape du Tour de Sicile
  - 3e du championnat de Russie sur route
  - 9e du championnat du monde sur route